# اشکومبین
اشکومبین رودی در مرکز کشور آلبانی است که به دریای آدریاتیک می‌ریزد و طول آن ۱۸۱ کیلومتر (۱۱۲ مایل) است.
این رود در طول تاریخ آلبانی از اهمیت زیادی برخوردار بوده است.به عنوان مثال در میانه قرن‌های پنجم و ششم این رود مرز فرهنگی میان ایلیریا و یونان باستان بود.
این رود از کوه‌های والامارا و جنوب غرب دریاچه اوهرید سرچشمه می‌گیرد.